# Довреф'єлль-Сунндалсф'єлла (національний парк)
Національний парк Довреф'єлль — Сунндальсф'єлла (норв. Dovrefjell-Sunndalsfjella nasjonalpark) — національний парк у Норвегії. Він був створений у 2002 році для заміни та розширення колишнього Національного парку Довреф'єлль, створеного в 1974 році. Він займає 1,693 квадратного кілометра (0,654 миля2) та охоплює райони трьох норвезьких фюльке: Іннланнет, Треннелаг та Мере-ог-Ромсдал та включає значні частини гірського масиву Довреф'єлл. Разом із Національним парком у 2002 році поруч із парком було створено вісім ландшафтних заповідних територій та дві біотоп захищені зони 4 366 квадратних кілометрів (1 686 миля2), включаючи також частини фюльке Гедмарк.

## Екологія
Національний парк був створений для

- збереження великого, суцільного і по суті незайманого гірського району,
- збереження альпійської екосистеми з її природним біорізноманіттям,
- збереження важливої частину асортименту запасів диких північних оленів у Снеґетті та Кнушо,
- захисту зміни середовища існування,
- збереження морфології ландшафту та його відмінні геологічні відклади,
- охорони культурної спадщини.

 Громадськість має доступ до пізнання природи, здійснюючи традиційне та просте життя на свіжому повітрі, а технічна інфраструктура створена лише в дуже скромних межах.
Коротше кажучи: зберегти цілу альпійську екосистему з її корінними дикими північними оленями. Разом із північними оленями в національному парку Рондане остання популяція диких феноскандинавських північних оленів можливого походження з Беринґії (інші дикі норвезькі північні олені мають європейське походження і в різній мірі схрещуються з одомашненими північними оленями), росомаха та різні великі птахи, як беркут та кречет, а також нещодавно (1947 р.) інтродукованих (і потенційно небезпечних) вівцебиків. Песець був поширений сто років тому, зменшувався поступово з приблизно 1900 і вимер у районі приблизно 1990. Програма реінтродукції [Архівовано 15 травня 2021 у Wayback Machine.] із 2010 року дотепер була успішною.
Частина рослинного життя передує останньому льодовиковому періоду. У районі багато ендеміків.
Хоча це сувора обстановка, гори, найвища серед яких Сногетта на 2286 м, дозволяють вражаючі піші прогулянки влітку та катання на лижах взимку. Через досить тривалі прогулянки між переважно безлюдними хатинами, великими територіями без хатин та стежок та суворими та нестабільними погодними умовами, ця місцевість рекомендована лише для досвідчених та добре підготовлених мандрівників.
Неперевершеною природною пам'яткою в Норвегії є водоспад заввишки 156 м в Амотані (62°30′36.14″ пн. ш. 9°03′32.26″ сх. д. / 62.5100389° пн. ш. 9.0589611° сх. д.). Він розташований на дорозі 70 між Оппдалем і Сунндалсора на північному кордоні Ландшафтний заповідник Амотан-Ґревудален, на північній околиці національного парку Довреф'єлль-Сунндалсф'єлла.

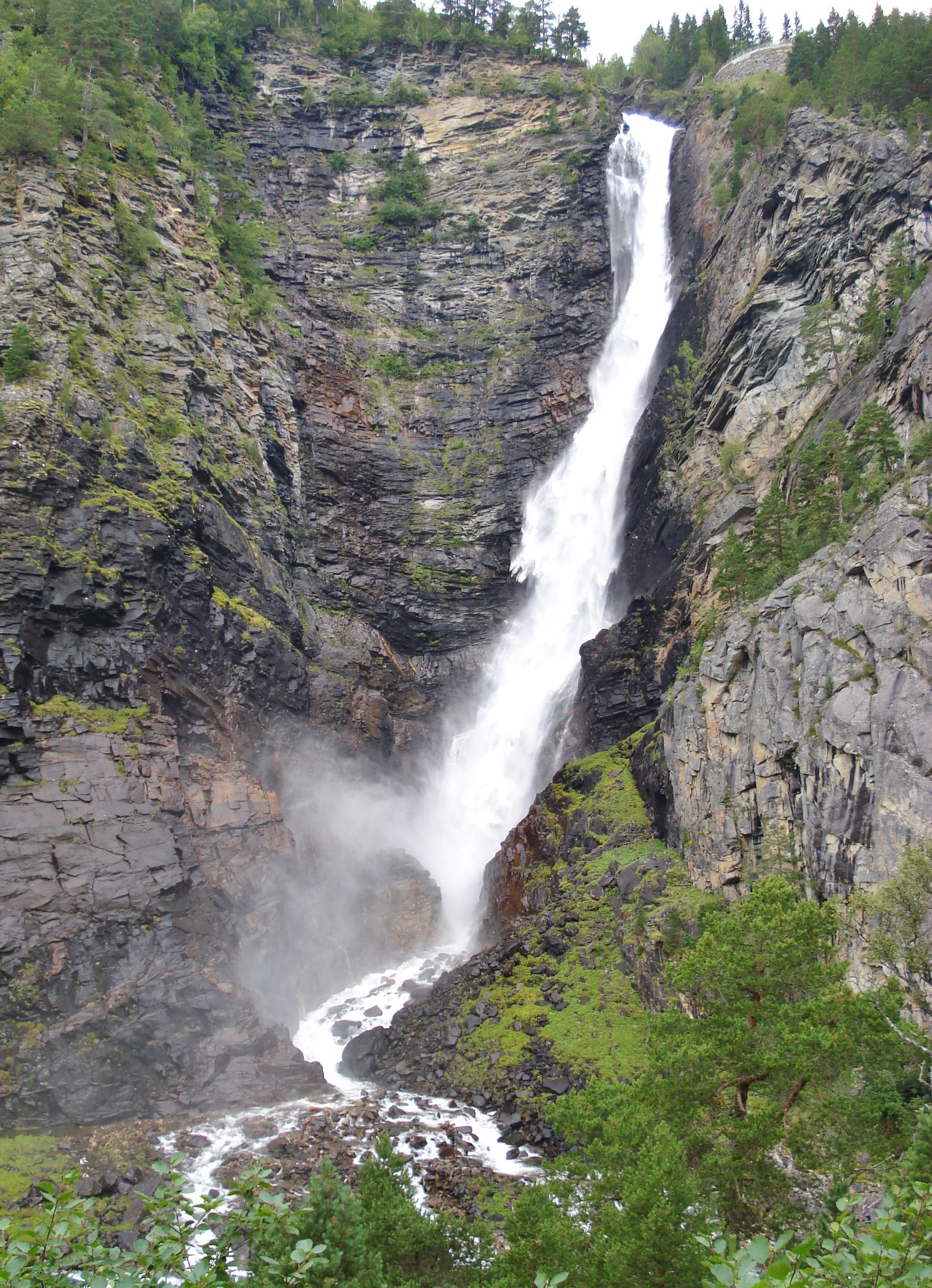
Водоспад Амотан

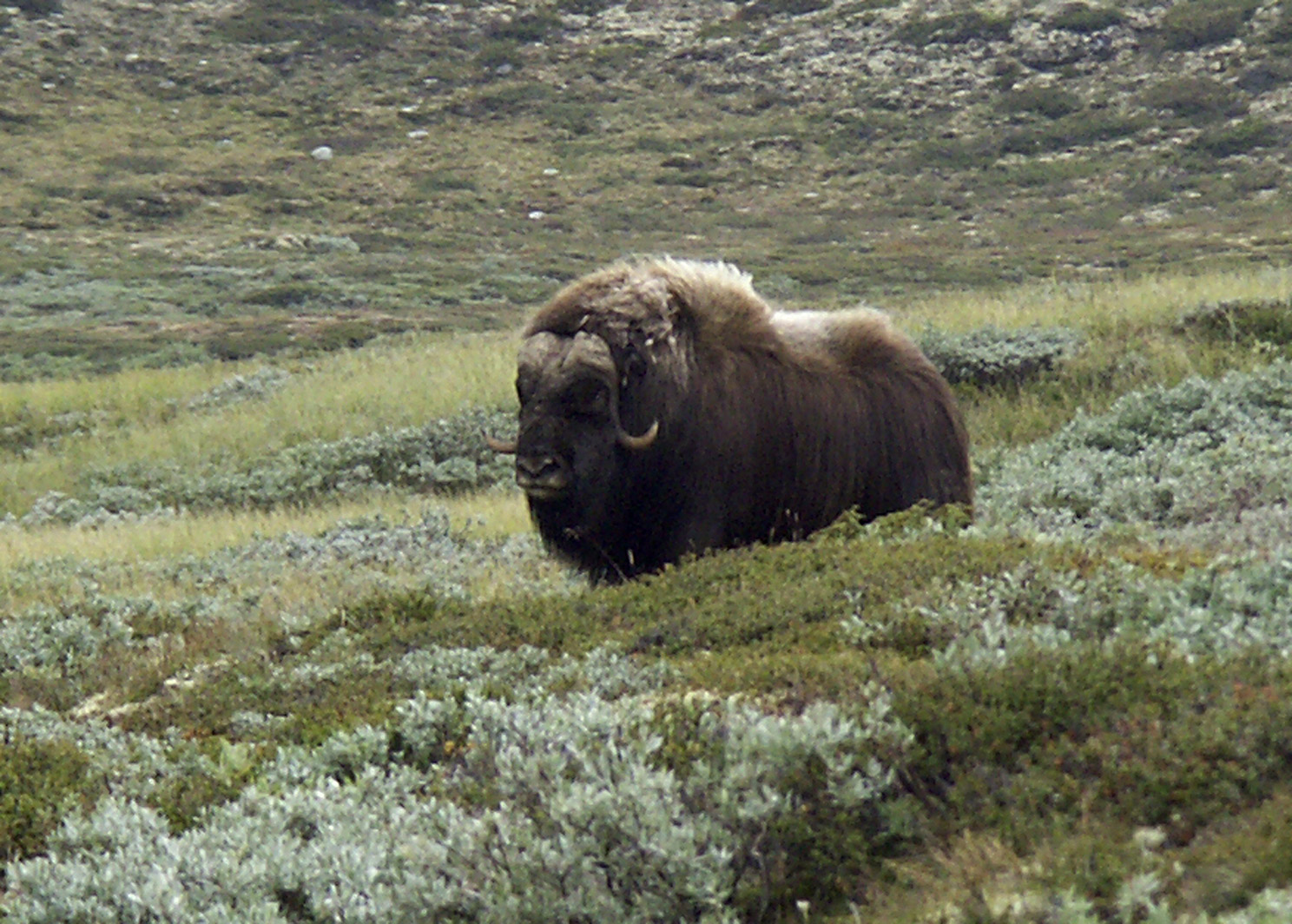
Вівцебик у Національному парку Довре-Сунндальсф'єлла.

## Адміністрація
Парк розділений на основну західну частину та незначну східну частину європейським маршрутом E6, паралельно головній залізниці між Осло та Тронгеймом. Загалом заповідна зона становить 4,365 квадратного кілометра (1,685 миля2), а також включає райони у фюльке Гедмарк на додаток до трьох національних парків.
Парк, п'ять прилеглих до нього охоронних ландшафтних та дві охоронювані зони біотопів перебувають під управлінням Ради національного парку Довреф'єлль. Це урядова рада: членами є ті самі вісім муніципалітетів та чотирьох округів, що і колишня Рада Довреф'єлля. Їх призначають муніципалітети та округи та призначаються Міністерством навколишнього середовища. Членами є ті самі особи (місцеві мери), що і в раді Довреф'єлля, і все ще можна вважати, що Національний парк Довреф'єлля — Сунндалсф'єлла є місцевим управлінням.
Колишня модель управління з липня 2003 року була судом, яка мала тривати до липня 2007 року. Остаточне рішення щодо моделі постійного управління було прийнято в серпні 2010 року, а нова рада була офіційно створена 4 січня 2011 року. Рада Довреф'єлля була закрита протягом 2011 року, а вебсайт закрито.
З 2007 по 2011 рік Рада Довреф'єлля керувала Національним парком та координувала управління іншими районами. Рада складалася з восьми залучених муніципалітетів та чотирьох фюльке з політичними представниками, як правило, мерами, яких обирали члени. За винятком Національного парку, заповідними територіями управляли муніципалітет або муніципалітети (деякі ПЗ охоплюють більше одного муніципалітету). Відповідальність ради за координацію регіонального планування та розвитку суспільства, головним чином через Європейську хартію сталого туризму [Архівовано 10 квітня 2016 у Wayback Machine.] Федерації EUROPARC, тепер передається новій раді.